# إديث كليستيل
إديث كليستيل (بالألمانية: Edith Klestil)‏ (و. 1932 – 2011 م) هي من النمسا .